# Piscine Caneton
La piscine Caneton est un modèle de piscine issu d'un programme national de construction de piscines de type industriel, qui a entrainé la construction de 196 piscines de ce type en France dans les années 1970 et au début des années 1980.

## Historique
Ce programme a été lancé en 1969 par le secrétariat d'État chargé de la Jeunesse, des Sports et des Loisirs, sous le titre « 1000 piscines ». Il avait pour but l'apprentissage de la natation, à la suite des mauvais résultats des nageurs français aux Jeux olympiques d'été de 1968. Entre 600 et 700 piscines ont ainsi été construites, de type Iris, Plein-Ciel, Plein-Soleil, Caneton et enfin Tournesol, lauréat des deux concours d'idée.
Le projet Caneton est proposé par le cabinet d'architectes d'Alain Charvier, Jean-Paul Aigrot, et Franc Charas. Il obtient le deuxième prix du concours d'idée des piscines économiques et il est retenu par l'État pour approfondir les études techniques en février 1970. Un appel d'offres international est lancé en août 1971 pour les différents lots de préfabrication en usine. C'est l’entreprise générale GBA qui est retenue pour les piscines Caneton. Un prototype est réalisé à Salbris (Loir-et-Cher) en 1972. Après évaluation, les chantiers en série sont lancés en 1973. 196 piscines sont construites dans toute la France jusqu'en 1981,. 
Cependant, très rapidement, les piscines rencontrent des problèmes de malfaçon, entraînant des procès en cascade entre les architectes et les communes. À tel point qu'une Association des gestionnaires de piscines Caneton (AGEPIC) est fondée dès 1983, regroupant les collectivités rencontrant des problèmes avec leur équipement. Un très grand nombre d'entre elles ont de ce fait été réhabilitées ou totalement transformées.
La piscine caneton de Sézanne est labellisée Architecture contemporaine remarquable (anciennement Label « Patrimoine du XXe siècle ») depuis 2015.

## Architecture
La piscine caneton est constituée de deux bâtiments : le premier contient les annexes (entrée, 2 vestiaires collectifs, des cabines individuelles de change), l'autre le bassin de 25 mètres. Ils sont reliés par une galerie dans laquelle se trouve généralement le pédiluve. Le bassin dit sportif de 25 m de long sur 10 m avec une profondeur à déclivité constante de 0.7 à 2 m.
Son architecture se caractérise par une série de six portiques auto-stables en bois lamellé-collé : le premier projet était prévu en contreplaqué. Ces portiques supportent une toiture faite en panneaux en PVC fixes et mobiles. Les parties mobiles sont faites de 5 coques transparentes de 40 m2 chacune, qui coulissent sur des rails. Elles permettent ainsi l’ouverture de la moitié de la surface du bâtiment en seulement deux minutes par un système électrique. Une ouverture des murs est également possible par des panneaux-portes vitrés qui pivotent et donnent sur un solarium. Les portes, une fois ouvertes, font office de coupe-vent,. 
Sa façade est constituée, au choix du maître d'ouvrage, par « des habillages de bois, brique, enduit ou ardoise ainsi que par un choix de couleurs (prune, bleu, argile, blanc) pour les portes du hall de natation ». La façade supporte généralement le logo de la piscine : un caneton stylisé.

## Liste des piscines «Caneton» installées
| Département          | Commune                       | Nom                                                   | Année de construction | État actuel                                                                                                  | Localisation                |
| -------------------- | ----------------------------- | ----------------------------------------------------- | --------------------- | --- | --------------------------- |
| Ain                  | Gex                           | Piscine caneton de Gex                                |                       | Réhabilitée                                                                                                  | 46° 20′ 10″ N, 6° 03′ 59″ E |
| Ain                  | Hauteville-Lompnes            | Piscine Plateau d'Hauteville                          |                       | Réhabilité, en activité                                                                                      | 45° 58′ 20″ N, 5° 35′ 41″ E |
| Aisne                | Gauchy                        | Piscine                                               |                       | En activité, réhabilitée en 2012                                                                             | 49° 49′ 51″ N, 3° 17′ 28″ E |
| Aisne                | Sissonne                      | Piscine                                               |                       | Reconstruite et agrandie en 2022                                                                             | 49° 33′ 59″ N, 3° 53′ 54″ E |
| Aisne                | Villers-Cotterêts             | Piscine intercommunale                                |                       | En activité, réhabilitée en 2017                                                                             | 49° 15′ 38″ N, 3° 05′ 16″ E |
| Allier               | Cusset                        | Piscine de Cusset                                     |                       | En activité                                                                                                  | 46° 08′ 08″ N, 3° 26′ 54″ E |
| Alpes-Maritimes      | Nice                          | Piscine de l'Ariane                                   |                       | En activité                                                                                                  | 43° 44′ 19″ N, 7° 17′ 54″ E |
| Ariège               | Tarascon-sur-Ariège           | Piscine municipale                                    |                       | Fermée en 2020 à la suite d'un incendie                                                                      | 42° 51′ 13″ N, 1° 36′ 02″ E |
| Bouches-du-Rhône     | Allauch                       | Piscine d'Allauch                                     | 1977                  | Entièrement réhabilitée en 2017                                                                              | 43° 20′ 33″ N, 5° 28′ 43″ E |
| Bouches-du-Rhône     | Les Pennes-Mirabeau           | Piscine Caneton                                       |                       | En activité .                                                                                                | 43° 24′ 33″ N, 5° 18′ 39″ E |
| Bouches-du-Rhône     | Marignane                     | Piscine Caneton                                       |                       | En activité .                                                                                                | 43° 24′ 52″ N, 5° 12′ 38″ E |
| Bouches-du-Rhône     | Marseille                     | Piscine Bombardière                                   |                       | Fermée en 2018                                                                                               | 43° 19′ 03″ N, 5° 26′ 15″ E |
| Bouches-du-Rhône     | Marseille                     | Piscine de la Castellane                              |                       | En activité                                                                                                  | 43° 21′ 51″ N, 5° 20′ 30″ E |
| Bouches-du-Rhône     | Saint-Martin-de-Crau          | Piscine caneton                                       |                       | En activité l'hiver                                                                                          | 43° 38′ 18″ N, 4° 49′ 17″ E |
| Calvados             | Falaise                       | Piscine                                               | 1975                  | Fermée en 2004, transformée en école de musique                                                              | 48° 53′ 35″ N, 0° 11′ 41″ O |
| Cantal               | Saint-Flour                   | Piscine Caneton                                       | 1978                  | Fermée en 2008. Détruite en 2021                                                                             | 45° 02′ 13″ N, 3° 05′ 20″ E |
| Charente             | Ruffec                        | Piscine                                               |                       | Entièrement réhabilitée en 2019                                                                              | 46° 01′ 37″ N, 0° 11′ 31″ E |
| Cher                 | Saint-Doulchard               | Centre nautique                                       |                       | Agrandie, en activité                                                                                        | 47° 06′ 16″ N, 2° 22′ 20″ E |
| Cher                 | Saint-Florent-sur-Cher        | Piscine intercommunale                                |                       | En activité                                                                                                  | 46° 59′ 49″ N, 2° 14′ 31″ E |
| Corrèze              | Brive-la-Gaillarde            | Piscine Caneton                                       | 1974                  | Fermée en 2015 pour remplacement par le centre aquatique.                                                    | 45° 09′ 27″ N, 1° 31′ 11″ E |
| Haute-Corse          | Bastia                        | Piscine du Fango                                      | 1979-1980             | En activité                                                                                                  | 42° 42′ 09″ N, 9° 26′ 45″ E |
| Corse-du-Sud         | Ajaccio                       | Piscine des Salines                                   |                       | Détruite par une tempête en décembre 1999, remplacée par une nouvelle piscine en 2009                        | 41° 56′ 17″ N, 8° 45′ 05″ E |
| Corse-du-Sud         | Propriano                     | Piscine municipale                                    |                       | Rénovée en 2021                                                                                              | 41° 40′ 17″ N, 8° 54′ 54″ E |
| Côtes-d'Armor        | Dinan                         | Piscine Caneton                                       |                       | En activité                                                                                                  | 48° 27′ 49″ N, 2° 02′ 22″ O |
| Côtes-d'Armor        | Pléneuf-Val-André             | Piscine municipale                                    | 1977                  | Remplacement par un nouvel équipement prévu                                                                  | 48° 35′ 19″ N, 2° 32′ 56″ O |
| Côtes-d'Armor        | Tréguier                      | Piscine                                               | 1974                  | Transformée en 2016                                                                                          | 48° 47′ 02″ N, 3° 14′ 17″ O |
| Creuse               | La Souterraine                | Piscine municipale                                    | 1974                  | Fermée en 2015, détruite                                                                                     | 46° 14′ 29″ N, 1° 28′ 48″ E |
| Drôme                | Romans-sur-Isère              | Piscine Caneton                                       |                       | Piscine étendue et rénovée en 2020.                                                                          | 45° 02′ 37″ N, 5° 03′ 54″ E |
| Eure                 | Breteuil                      | Piscine Jacques-Mesnil                                | 1976                  | En activité                                                                                                  | 48° 50′ 34″ N, 0° 54′ 43″ E |
| Eure                 | Conches-en-Ouche              | Piscine                                               |                       | En activité                                                                                                  | 48° 57′ 10″ N, 0° 56′ 31″ E |
| Eure-et-Loir         | Bonneval                      | Piscine caneton                                       | 1975                  | Fermée en 2017 et transformée                                                                                | 48° 10′ 16″ N, 1° 23′ 10″ E |
| Eure-et-Loir         | Chartres                      | Piscine de Beaulieu                                   | 1975                  | Fermée en 2011, détruite                                                                                     | 48° 26′ 18″ N, 1° 30′ 44″ E |
| Finistère            | Rosporden                     | Piscine caneton                                       | 1978                  | Détruite en remplacée par un skatepark                                                                       | 47° 58′ 00″ N, 3° 49′ 41″ O |
| Gard                 | Nîmes                         | Piscine de la base aérienne de Nîmes-Courbessac       |                       | Fermée et abandonnée, dans l'enceinte de l'actuelle école nationale de police de Nîmes                       | 43° 51′ 36″ N, 4° 24′ 48″ E |
| Gard                 | Saint-Gilles-du-Gard          | Piscine municipale                                    | 1977                  | Fermée pour rénovation                                                                                       | 43° 41′ 00″ N, 4° 25′ 45″ E |
| Haute-Garonne        | L'Union                       | Piscine municipale                                    |                       | Réhabilité, en activité                                                                                      | 43° 39′ 19″ N, 1° 29′ 28″ E |
| Haute-Garonne        | Toulouse                      | Piscine Pech David                                    |                       | Reconstruite, en activité                                                                                    | 43° 33′ 55″ N, 1° 26′ 43″ E |
| Gironde              | Ambès                         | Piscine Caneton                                       |                       | En activité .                                                                                                | 45° 00′ 34″ N, 0° 31′ 43″ O |
| Gironde              | Bassens                       | Piscine intercommunale Nelson-Mandela                 |                       | En activité                                                                                                  | 44° 54′ 06″ N, 0° 30′ 27″ O |
| Gironde              | Blanquefort                   | Piscine municipale                                    |                       | Fermée en 2023 au profit d'une nouvelle piscine                                                              | 44° 54′ 42″ N, 0° 37′ 45″ O |
| Gironde              | La Teste-de-Buch              | Piscine Caneton                                       |                       | Remplacée par un Stade nautique en 2013                                                                      | 44° 37′ 15″ N, 1° 07′ 15″ O |
| Gironde              | Pessac                        | Piscine Caneton                                       |                       | Fermée depuis 2025. Un stade nautique ouvre dans le même quartier la même année                              | 44° 47′ 53″ N, 0° 40′ 31″ O |
| Hérault              | Le Grau-du-Roi                | Centre Aqua-Camargue                                  |                       | Entièrement reconstruite en 2009                                                                             | 43° 32′ 09″ N, 4° 08′ 42″ E |
| Ille-et-Vilaine      | Chartres-de-Bretagne          | Piscine                                               | 1979                  | Transformée en boulodrome en 2013                                                                            | 48° 02′ 10″ N, 1° 42′ 28″ O |
| Ille-et-Vilaine      | La Guerche-de-Bretagne        | Piscine Caneton                                       | 1976                  | Modifiée en 1990 Fermeture en 2024 à l'occasion de l'ouverture du nouveau centre nautique, détruite en 2025. | 47° 56′ 36″ N, 1° 13′ 36″ O |
| Ille-et-Vilaine      | Vitré                         | Piscine caneton                                       | 1979                  | Fermée en 1999                                                                                               |                             |
| Indre-et-Loire       | Chambray-lès-Tours            | Piscine municipale                                    |                       | En activité                                                                                                  | 47° 20′ 23″ N, 0° 42′ 23″ E |
| Isère                | Corenc                        | Piscine municipale                                    |                       | Fermée en 2008, détruite.                                                                                    | 45° 12′ 36″ N, 5° 45′ 00″ E |
| Isère                | Sassenage                     | Piscine municipale                                    |                       | En activité                                                                                                  | 45° 12′ 42″ N, 5° 40′ 19″ E |
| Isère                | Seyssinet-Pariset             | Piscine Caneton                                       |                       | En activité.                                                                                                 | 45° 10′ 35″ N, 5° 41′ 29″ E |
| Isère                | Villette-de-Vienne            | Piscine                                               |                       | Réhabilité, en activité                                                                                      | 45° 35′ 13″ N, 4° 54′ 40″ E |
| Isère                | Voreppe                       | Piscine municipale Les Bannettes                      |                       | En activité                                                                                                  | 45° 17′ 54″ N, 5° 37′ 47″ E |
| Loir-et-Cher         | Salbris                       | Piscine Caneton (prototype)                           | 1972                  | Détruite en 2021                                                                                             | 47° 25′ 45″ N, 2° 03′ 26″ E |
| Loire-Atlantique     | Nantes                        | Piscine de la Durantière                              | 1975                  | Rénovée, en activité                                                                                         | 47° 12′ 46″ N, 1° 35′ 55″ O |
| Loire-Atlantique     | Nantes                        | Piscine de la Roche                                   | 1977                  | Détruite à la suite d'un incendie criminel en 1998                                                           | 47° 13′ 06″ N, 1° 31′ 13″ O |
| Loire-Atlantique     | Orvault                       | Piscine de La Cholière                                | 1978                  | En activité                                                                                                  | 47° 15′ 04″ N, 1° 36′ 36″ O |
| Loire-Atlantique     | Pontchâteau                   | Piscine municipale                                    | 1976                  | Fermée en 2009 et détruite                                                                                   | 47° 26′ 26″ N, 2° 05′ 22″ O |
| Loire-Atlantique     | Saint-Sébastien-sur-Loire     | Piscine de l'Ouche-Quinet                             | 1974                  | Fermée et détruite en 2013                                                                                   | 47° 11′ 37″ N, 1° 29′ 59″ O |
| Loiret               | Amilly                        | Piscine municipale                                    |                       | En activité.                                                                                                 | 47° 58′ 42″ N, 2° 45′ 28″ E |
| Loiret               | Pithiviers                    | Piscine Caneton                                       |                       | Fermée en 2010, démolie en 2023.                                                                             | 48° 10′ 10″ N, 2° 14′ 44″ E |
| Loiret               | Saint-Jean-de-la-Ruelle       | Piscine des Trois Fontaines                           |                       | Détruite | 47° 54′ 21″ N, 1° 51′ 58″ E |
| Maine-et-Loire       | Angers                        | Piscine Belle-Beille                                  | 1976                  | Fermée pour reconstruction                                                                                   | 47° 28′ 36″ N, 0° 35′ 19″ O |
| Maine-et-Loire       | Beaupréau-en-Mauges           | Aqua'Mauges                                           |                       | En activité                                                                                                  | 47° 11′ 44″ N, 0° 59′ 33″ O |
| Maine-et-Loire       | Saumur                        | Piscine Offard hiver                                  | 1976                  | En activité, réhabilité en 2020                                                                              | 47° 15′ 35″ N, 0° 03′ 51″ O |
| Marne                | Sézanne                       | Piscine Caneton                                       | 1978                  | En activité, labellisée ACR en 2015.                                                                         | 48° 43′ 34″ N, 3° 43′ 04″ E |
| Mayenne              | Mayenne                       | Piscine Robert-Buron                                  | 1980                  | Fermée en 2018                                                                                               | 48° 18′ 13″ N, 0° 37′ 43″ O |
| Meurthe-et-Moselle   | Neuves-Maisons                | Piscine Moselle et Madon                              |                       | Fermée le 8 décembre 2019, remplacée par le nouveau centre Aqua'MM                                           | 48° 36′ 46″ N, 6° 05′ 57″ E |
| Meurthe-et-Moselle   | Laxou                         | Piscine Caneton                                       | 1977                  | En activité.                                                                                                 | 48° 41′ 05″ N, 6° 09′ 01″ E |
| Meuse                | Saint-Mihiel                  | Piscine intercommunale du Sammiellois                 |                       | Réhabilitée en 2010, en activité                                                                             | 48° 53′ 39″ N, 5° 31′ 59″ E |
| Moselle              | Bitche                        | Piscine                                               | 1976                  | En activité                                                                                                  | 49° 02′ 57″ N, 7° 25′ 39″ E |
| Moselle              | Rohrbach-lès-Bitche           | Piscine                                               |                       | Fermée | 49° 02′ 23″ N, 7° 16′ 15″ E |
| Morbihan             | Caudan                        | Piscine municipale                                    |                       | En activité, rénovée en 1993                                                                                 | 47° 48′ 25″ N, 3° 20′ 43″ O |
| Morbihan             | Guer                          | Piscine communautaire                                 |                       | En activité                                                                                                  | 47° 54′ 11″ N, 2° 07′ 03″ O |
| Morbihan             | Le Faouët                     | Piscine                                               |                       | Détruite en 2014                                                                                             | 48° 01′ 57″ N, 3° 29′ 54″ O |
| Nord                 | Bailleul                      | Piscine Aquabelle                                     |                       | Rénovée, en activité                                                                                         | 50° 44′ 26″ N, 2° 43′ 32″ E |
| Nord                 | Boussois Recquignies          | Piscine Caneton                                       |                       | En activité .                                                                                                | 50° 17′ 15″ N, 4° 02′ 35″ E |
| Nord                 | Bray-Dunes                    | Piscine municipale                                    |                       | En activité                                                                                                  | 51° 04′ 19″ N, 2° 30′ 52″ E |
| Nord                 | Condé-sur-l'Escaut            | Piscine municipale                                    |                       | Agrandie puis fermée                                                                                         | 50° 27′ 37″ N, 3° 34′ 56″ E |
| Nord                 | Orchie                        | Piscine                                               |                       | Rénovée en 2019-2020, en activité                                                                            | 50° 27′ 57″ N, 3° 14′ 40″ E |
| Nord                 | Somain                        | Piscine municipale                                    |                       | En activité                                                                                                  | 50° 21′ 40″ N, 3° 16′ 18″ E |
| Nord                 | Wasquehal                     |                                                       | 1974                  | Entièrement reconstruite                                                                                     | 50° 40′ 38″ N, 3° 07′ 46″ E |
| Oise                 | Beauvais (quartier Argentine) | Piscine Marcel-Dassault                               | 1978                  | Détruite en 2016                                                                                             | 49° 26′ 23″ N, 2° 06′ 03″ E |
| Pas-de-Calais        | Arques                        | Piscine communautaire                                 |                       | En activité                                                                                                  | 50° 44′ 21″ N, 2° 18′ 15″ E |
| Pas-de-Calais        | Audruicq                      | Piscine intercommunale                                |                       | En activité                                                                                                  | 50° 52′ 39″ N, 2° 04′ 14″ E |
| Pas-de-Calais        | Avion                         | Piscine municipale                                    |                       | En activité                                                                                                  | 50° 24′ 25″ N, 2° 50′ 30″ E |
| Pas-de-Calais        | Biache-Saint-Vaast            | Piscine                                               | 1976                  | Fermée puis détruite                                                                                         | 50° 18′ 44″ N, 2° 56′ 11″ E |
| Pas-de-Calais        | Desvres                       | Piscine Caneton                                       | 1978                  | Fermée en 2021                                                                                               | 50° 40′ 21″ N, 1° 50′ 03″ E |
| Pas-de-Calais        | Etaples-sur-Mer               | Piscine intercommunale                                |                       | En activité                                                                                                  | 50° 31′ 19″ N, 1° 38′ 59″ E |
| Pas-de-Calais        | Hersin-Coupigny               | Piscine Caneton                                       |                       | En activité .                                                                                                | 50° 26′ 52″ N, 2° 38′ 45″ E |
| Pas-de-Calais        | Lillers                       | Piscine intercommunale du Brûle                       |                       | En activité, réhabilitée en 2023                                                                             | 50° 33′ 47″ N, 2° 29′ 24″ E |
| Pas-de-Calais        | Montigny-en-Gohelle           | Piscine municipale Jules Verne                        |                       | En activité                                                                                                  | 50° 25′ 52″ N, 2° 55′ 39″ E |
| Pas-de-Calais        | Outreau-Le Portel             | Piscine océane                                        | 1975                  | Rénovée et agrandie                                                                                          | 50° 42′ 17″ N, 1° 35′ 04″ E |
| Puy-de-Dôme          | Saint-Éloy-les-Mines          | Piscine municipale                                    |                       | En activité                                                                                                  | 46° 09′ 44″ N, 2° 49′ 32″ E |
| Pyrénées-Atlantiques | Laruns                        | Piscine d'Ayguebere                                   | 1977                  | Réhabilitée en 2020, en activité                                                                             | 42° 59′ 24″ N, 0° 25′ 19″ O |
| Pyrénées-Atlantiques | Pau                           | Piscine Caneton                                       |                       | En activité : fermée et dédiée aux associations.                                                             | 43° 19′ 26″ N, 0° 20′ 38″ O |
| Bas-Rhin             | Duppigheim                    | Piscine                                               |                       | Fermée en 2017 et détruite                                                                                   | 48° 32′ 00″ N, 7° 35′ 51″ E |
| Bas-Rhin             | Illkirch-Graffenstaden        | Piscine de la Hardt                                   | 1976                  | Réhabilité puis fermée                                                                                       | 48° 31′ 50″ N, 7° 42′ 07″ E |
| Haut-Rhin            | Cernay                        | Piscine                                               | 1974                  | Remplacée par une nouvelle piscine en 2021                                                                   | 47° 48′ 15″ N, 7° 10′ 11″ E |
| Rhône                | Irigny                        | Piscine municipale                                    |                       | Rénovée en partie en 2015, en activité.                                                                      | 45° 40′ 13″ N, 4° 48′ 43″ E |
| Rhône                | Saint-Priest                  | Piscine Caneton                                       |                       | Reconstruite et agrandie en 2024.                                                                            | 45° 41′ 35″ N, 4° 57′ 30″ E |
| Rhône                | Vaugneray                     | Piscine des Vallons du Lyonnais                       | 1976                  | Agrandissement en 1993, réhabilitation lourde en 2021                                                        | 45° 44′ 20″ N, 4° 40′ 59″ E |
| Rhône                | Villeurbanne                  | Piscine André-Boulloche                               |                       | En activité                                                                                                  | 45° 46′ 18″ N, 4° 52′ 35″ E |
| Haute-Saône          | Vesoul                        | Piscine des Canetons                                  | 1977                  | En activité .                                                                                                | 47° 37′ 26″ N, 6° 09′ 56″ E |
| Saône-et-Loire       | Montchanin                    | Piscine municipale                                    |                       | Entièrement réhabilitée                                                                                      | 46° 45′ 03″ N, 4° 28′ 34″ E |
| Haute-Savoie         | Sallanches                    | Piscine municipale                                    | 1975                  | Fermée en 2020                                                                                               | 45° 55′ 56″ N, 6° 38′ 28″ E |
| Seine-Maritime       | Bihorel                       | Piscine Georges Vallerey                              | 1972                  | Transformée en 1994 et devenue le Transat, fermée en 2016, démolie en 2024.                                  | 49° 27′ 37″ N, 1° 07′ 21″ E |
| Seine-Maritime       | Bolbec                        | Centre aquatique intercommunal de Bolbec              | 1975                  | Agrandie en 1984, en activité                                                                                | 49° 34′ 25″ N, 0° 28′ 53″ E |
| Seine-Maritime       | Cany-Barville                 | Piscine caneton                                       |                       | Fermée en 2007, transformée en magasin de meubles                                                            | 49° 47′ 34″ N, 0° 38′ 10″ E |
| Seine-Maritime       | Dieppe                        | Piscine Auguste-Delaune                               | 1976                  | En activité, remplacement prévu par un nouvel équipement en 2027                                             | 49° 54′ 09″ N, 1° 04′ 28″ E |
| Seine-Maritime       | Fauville-en-Caux              | Piscine Caneton                                       | 1976                  | En activité                                                                                                  | 49° 39′ 04″ N, 0° 36′ 03″ E |
| Seine-Maritime       | Yvetot                        | Piscine caneton                                       | 1974                  | Fermée en 2009 et détruite en 2011                                                                           | 49° 36′ 57″ N, 0° 45′ 40″ E |
| Seine-et-Marne       | Cesson                        | Piscine Intercommunale Georges et Rolande Hagondokoff |                       | En activité                                                                                                  | 48° 33′ 29″ N, 2° 35′ 46″ E |
| Seine-et-Marne       | Claye-Souilly                 | Piscine intercommunale                                |                       | En activité.                                                                                                 | 48° 56′ 28″ N, 2° 40′ 52″ E |
| Seine-et-Marne       | Egreville                     | Piscine Intercommunale                                | 1976                  | Rénovée, en activité                                                                                         | 48° 10′ 20″ N, 2° 52′ 17″ E |
| Seine-et-Marne       | Emerainville                  | Piscine d'Emery                                       |                       | Rénovée, en activité                                                                                         | 48° 48′ 36″ N, 2° 37′ 25″ E |
| Seine-et-Marne       | Saint-Fargeau-Ponthierry      | Piscine Roger Gladieux                                |                       | En activité                                                                                                  | 48° 31′ 37″ N, 2° 32′ 42″ E |
| Seine-et-Marne       | Vaires-sur-Marne              | Piscine                                               |                       | Réhabilité, en activité                                                                                      | 48° 52′ 38″ N, 2° 38′ 32″ E |
| Yvelines             | Andrésy                       | Piscine Sébastien-Rouault                             |                       | Fermée pour rénovation                                                                                       | 48° 59′ 27″ N, 2° 03′ 27″ E |
| Yvelines             | Fontenay-le-Fleury            | Piscine municipale                                    | 1976                  | Fermée en 2006, détruite et remplacée par une crèche en 2013                                                 | 48° 48′ 49″ N, 2° 03′ 22″ E |
| Yvelines             | Guyancourt                    | Piscine Andrée-Pierre Vienot                          | 1975                  | Agrandie en 1996, en activité                                                                                | 48° 46′ 25″ N, 2° 03′ 50″ E |
| Deux-Sèvres          | Niort                         | Piscine de Champommier                                |                       | En activité                                                                                                  | 46° 18′ 54″ N, 0° 26′ 40″ O |
| Somme                | Albert                        | Piscine Caneton                                       | 1975                  | En activité .                                                                                                | 49° 59′ 59″ N, 2° 39′ 24″ E |
| Somme                | Roye                          | Piscine l'Arobase                                     |                       | En activité, réhabilitée et agrandie en 2018                                                                 | 49° 41′ 52″ N, 2° 47′ 55″ E |
| Tarn                 | Carmaux                       | Piscine Caneton                                       |                       | Fermée en décembre 2013 depuis l'ouverture de la piscine Odyssée à Carmaux.                                  | 44° 03′ 16″ N, 2° 08′ 59″ E |
| Tarn                 | Castres                       | Piscine Caneton                                       |                       | Fermée en 2020 à cause d'un incendie criminel, la rénovation coûtait trop cher abandonnée depuis.            | 43° 35′ 24″ N, 2° 15′ 18″ E |
| Var                  | Saint-Tropez                  | Piscine Municipale Hélène Dufenieux                   |                       | En activité                                                                                                  | 43° 16′ 00″ N, 6° 39′ 11″ E |
| Var                  | Sillans-la-Cascade            | Piscine Caneton                                       |                       | Fermée depuis 2014                                                                                           | 43° 34′ 20″ N, 6° 11′ 21″ E |
| Var                  | Toulon                        | Piscine des Pins d'Alep                               |                       | En activité                                                                                                  | 43° 08′ 37″ N, 5° 53′ 45″ E |
| Vaucluse             | Sorgues                       | Piscine Caneton                                       |                       | En activité.                                                                                                 | 44° 00′ 20″ N, 4° 52′ 43″ E |
| Vaucluse             | Vedène                        | Piscine municipale                                    |                       | En activité                                                                                                  | 43° 58′ 48″ N, 4° 54′ 29″ E |
| Vendée               | Fontenay-le-Comte             | Piscine caneton                                       |                       | Transformée en dojo                                                                                          | 46° 27′ 34″ N, 0° 48′ 30″ O |
| Haute-Vienne         | Aixe-sur-Vienne               | Piscine municipale                                    |                       | En activité                                                                                                  | 45° 47′ 54″ N, 1° 08′ 14″ E |
| Haute-Vienne         | Limoges                       | Piscine municipale de Saint-Lazare                    |                       | En activité                                                                                                  | 45° 48′ 45″ N, 1° 17′ 23″ E |
| Vosges               | Golbey                        | Piscine Germain Creuse                                | 1979                  | En activité                                                                                                  | 48° 11′ 25″ N, 6° 25′ 50″ E |
| Vosges               | Rambervillers                 | Piscine Pierre Kempf                                  |                       | Fermée | 48° 20′ 34″ N, 6° 38′ 18″ E |
| Essonne              | Breuillet                     | Piscine des trois vallées                             |                       | En activité                                                                                                  | 48° 34′ 04″ N, 2° 10′ 38″ E |
| Essonne              | Draveil                       | Piscine Caneton                                       | 1977                  | En activité .                                                                                                | 48° 40′ 24″ N, 2° 24′ 31″ E |
| Essonne              | Évry-Courcouronnes            | Piscine Jean-Taris                                    |                       | Reconstruite vers 2001                                                                                       | 48° 38′ 25″ N, 2° 25′ 52″ E |
| Essonne              | Massy                         | Piscine de Villaine                                   |                       | En activité                                                                                                  | 48° 44′ 11″ N, 2° 15′ 14″ E |
| Essonne              | Morsang-sur-Orge              | Piscine communautaire                                 |                       | Réhabilitée, en activité                                                                                     | 48° 38′ 56″ N, 2° 20′ 52″ E |
| Essonne              | Saint-Michel-sur-Orge         | Piscine                                               | 1977                  | En activité                                                                                                  | 48° 38′ 06″ N, 2° 17′ 54″ E |
| Essonne              | Vigneux-sur-Seine             | Piscine Caneton                                       | 1974                  | Rénovée en 2009 avec équipement d'un grand bassin de natation et une fosse à plongée.                        | 48° 42′ 13″ N, 2° 25′ 26″ E |
| Hauts-de-Seine       | Ville-d'Avray                 | Piscine communale                                     |                       | En activité                                                                                                  | 48° 49′ 29″ N, 2° 11′ 26″ E |
| Seine-Saint-Denis    | Romainville                   | Piscine Jean Guimier                                  |                       | Réhabilitée en 2024                                                                                          | 48° 52′ 38″ N, 2° 26′ 31″ E |
| Seine-Saint-Denis    | Sevran                        | Piscine municipale                                    |                       | en activité : Prévue obsolète après les JO de 2024,                                                          | 48° 56′ 27″ N, 2° 32′ 25″ E |
| Val-de-Marne         | Boissy-Saint-Léger            | Piscine de Boissy-Saint-Léger                         |                       | Réhabilité, en activité                                                                                      | 48° 45′ 14″ N, 2° 30′ 03″ E |
| Val-de-Marne         | Champigny-sur-Marne           | Piscine Jean-Guimier                                  | 1976                  | Fermée en 2016                                                                                               | 48° 48′ 16″ N, 2° 32′ 41″ E |
| Val-de-Marne         | Saint-Maur-des-Fossés         | Piscine Caneton                                       |                       | En activité.                                                                                                 | 48° 47′ 16″ N, 2° 29′ 00″ E |
| Val-de-Marne         | Thiais                        | Piscine municipale Monique Berlioux                   |                       | En activité                                                                                                  | 48° 46′ 08″ N, 2° 22′ 55″ E |
| Val-d'Oise           | Ézanville                     | Piscine Maurice Gigoi                                 |                       | Agrandie, en activité                                                                                        | 49° 02′ 08″ N, 2° 20′ 40″ E |
| Val-d'Oise           | Louvres                       | Piscine intercommunale                                |                       | En activité.                                                                                                 | 49° 03′ 02″ N, 2° 30′ 45″ E |
| Val-d'Oise           | Pontoise                      | Piscine des Louvrais                                  |                       | Reconstruite en 1994 à la suite d'un incendie                                                                | 49° 03′ 38″ N, 2° 05′ 30″ E |
| Val-d'Oise           | Roissy-en-France              | Piscine intercommunale                                |                       | En activité.                                                                                                 | 49° 00′ 25″ N, 2° 30′ 46″ E |
| Val-d'Oise           | Survilliers                   | Piscine intercommunale                                |                       | En activité.                                                                                                 | 49° 05′ 52″ N, 2° 32′ 54″ E |